# Antwerp Giants
Antwerp Giants, poznat i kao Racing Basket je košarkaški klub iz belgijskog grada Antwerpena. Osnovan je 1910., a 1995. se spojio s klubom Racing Club Mechelen iz Mechelena, predgrađa Antwerpena, te je između 1995. i 2005. i igrao u Mechelenu. Od 2005. klub nosi naziv Antwerp Giants, uz dodatke sponzora.

## Klupski nazivi

### Antwerp Giants
- Racing Basket Antwerpen (1996. – 2005.)
  - Racing Basket Antwerpen Telindus (1999. – 2004.)
  - Racing Basket Antwerpen Daewoo (2005. – 2005.)
- Antwerp Giants (2005. - )
  - Antwerp Giants Sanex (2006. – 2008.)
  - Antwerp Diamond Giants (2009. – 2011.)
  - Port of Antwerp Giants (2011. - )

### Racing Basket Antwerpen (1910. – 1995.)
- Antwerpse BC
  - Antwerpse BB
- Racing Basket Antwerpen
  - Racing Ford
  - Racing Thorens
  - Sobabee

### Racing Basket Club Mechelen (1940. – 1995.)
- Racing Basket
- Racing Bell
- Racing Maes-Pils
- Racing Maes-Flandria

## Uspjesi

### Antwerp Giants
- Belgijsko prvenstvo: 
  - prvak: 2000.

- Kup Belgije: 
  - pobjednik: 2000., 2007.

### Racing Basket Mechelen
- Kup Radivoja Koraća
  - Finalist: 1973.

- Belgijsko prvenstvo: 
  - Prvak: 1965., 1966., 1967., 1969., 1974., 1975., 1976., 1980., 1987., 1988., 1989., 1990., 1991., 1992., 1993., 1994., 2000.

- Kup Belgije: 
  - pobjednik: 1964., 1965., 1970., 1971., 1986., 1987., 1990., 1993., 1994.

### Antwerpse BC/Racing Basket Antwerpen
- Belgijsko prvenstvo:
  - Prvak: 1956., 1959., 1960., 1961., 1962., 1963., 1964., 1973.

- Kup Belgije: 
  - pobjednik: 1961., 1972., 1974.